# Comercio y Justicia
Comercio y Justicia es un diario argentino de la ciudad de Córdoba, Argentina, especializado en información económica y jurídica.
Fue fundado el 2 de octubre de 1939 por Domingo Pronsanto. Actualmente es propiedad de la cooperativa de trabajo Comercio y Justicia Editores Ltda..

## Historia
El periódico fue lanzado el 2 de octubre de 1939, luego de la desaparición del primer periódico especializado, Comercio y Tribunales.
Luego de padecer dificultades económicas a partir de 1996, en 2001 el periódico fue adquirido por la editorial brasileña Gazeta Mercantil. Sin embargo, en diciembre de 2001 la empresa brasileña se retiró del mercado argentino debido a los efectos de la crisis económica, dejando a Comercio y Justicia en quiebra.
Con el fin de asegurar la continuidad del periódico y evitar una venta a los dueños de Buenos Aires Económico, los empleados fundaron la Cooperativa La Prensa, inicialmente con 25 socios. En junio de 2002 la cooperativa comenzó a editar el periódico, pagando un alquiler en la Justicia de 2.500 pesos mensuales por las instalaciones. De esta manera Comercio y Justicia se convirtió en el tercer periódico cooperativo de la Argentina, después de El Independiente (La Rioja) y El Diario del Centro del País (Villa María). Con un fallo judicial en el año 2003 el medio quedó definitivamente en manos de los trabajadores. La cooperativa se convirtió así en la primera empresa recuperada de Argentina después de la crisis que fue dueña de la totalidad de sus bienes.
En 2007 la cooperativa cambió su nombre a Comercio y Justicia Editores Cooperativa de Trabajo Ltda. En la actualidad la cooperativa cuenta con aproximadamente 78 socios. Junto a otros medios de prensa independientes, la cooperativa es miembro de la Federación Asociativa de Diarios y Comunicadores Cooperativos de la República Argentina (FADICCRA).
La modificación en 2011 de la Ley de Quiebras en Argentina, que posibilita que los trabajadores organizados en cooperativa, continúen con la explotación de la empresa, a fin de conservar la fuente laboral, se basó en el caso Comercio y Justicia y en el de otras empresas y fábricas recuperadas tras la crisis de 2001.

## Distribución
El periódico es distribuido principalmente por suscripción y se publica de lunes y viernes. En su edición digital comercioyjusticia.info publica diariamente, además de los contenidos de diez blogs, algunos artículos seleccionados del periódico; solo los subscriptores tienen acceso a la totalidad de los contenidos.

## Línea editorial
El periódico apuesta "al ideal periodístico de la independencia y la utópica pero desafiante búsqueda permanente de la objetividad".
Según uno de los asociados fundadores, Javier De Pascuale, en los años 90 la línea editorial propulsada por el jefe de redacción y el principal columnista económico era "cavallista", mientras que luego de la recuperación cambió hacia una postura alternativa al neoliberalismo, que defendía la producción nacional y la redistribución de la riqueza. En el ámbito jurídico, la línea editorial es favorable a la defensa de las garantías constitucionales y los derechos civiles de los grupos sociales.